# Pałac Schaffgotschów we Wrocławiu
Pałac Schaffgotschów – zabytkowy pałac we Wrocławiu przy ul. Kościuszki 34.
Pałac – willa, wzniesiona w 1890 na polecenie Hansa Ulryka von Schaffgotscha (1831-1915), żonatego z Joanną Gryczik. Obiekt wzniesiony według projektu K. Heidenreicha w wyniku rozbudowy starszego domu G. van Heesa, który znajdował się tu od 1862. Schaffgotschowie kupili parcelę w 1887 i polecili rozbudowę domu do trójskrzydłowego pałacu w stylu renesansowym, z wieżą, licznymi wykuszami, lukarnami itp. Elewacja licowana jest czerwoną cegłą z jasnymi piaskowcowymi detalami; przed frontem pałacu znajduje się dziedziniec, na tyłach był ogród, pierwotnie w stylu angielskim.
Hans Ulryk von Schaffgotsch zmarł w 1915; po jego śmierci właścicielem pałacu została gmina ewangelicka z parafii św. Marii Magdaleny.
W czasie oblężenia Festung Breslau uszkodzony, po odbudowie we władaniu miasta, wykorzystywany był do celów mieszkalnych. W roku 1956 miasto przekazało budynek Zrzeszeniu Studentów Polskich, które urządziło w nim klub studencki "Pałacyk". W 1972 wybuchł tu pożar; przeprowadzony remont zakończył się w roku 1975 i od tego czasu budynek jest wykorzystywany do różnych celów kulturalnych (znajdowało się tu m.in. kino, zlikwidowane w 2003) i rozrywkowych (popularna dyskoteka w latach 90, pub Samo Życie oraz klub bilardowo-snookerowy). W 2012 roku nieruchomość została sprzedana firmie z wietnamskim kapitałem TH Invest.

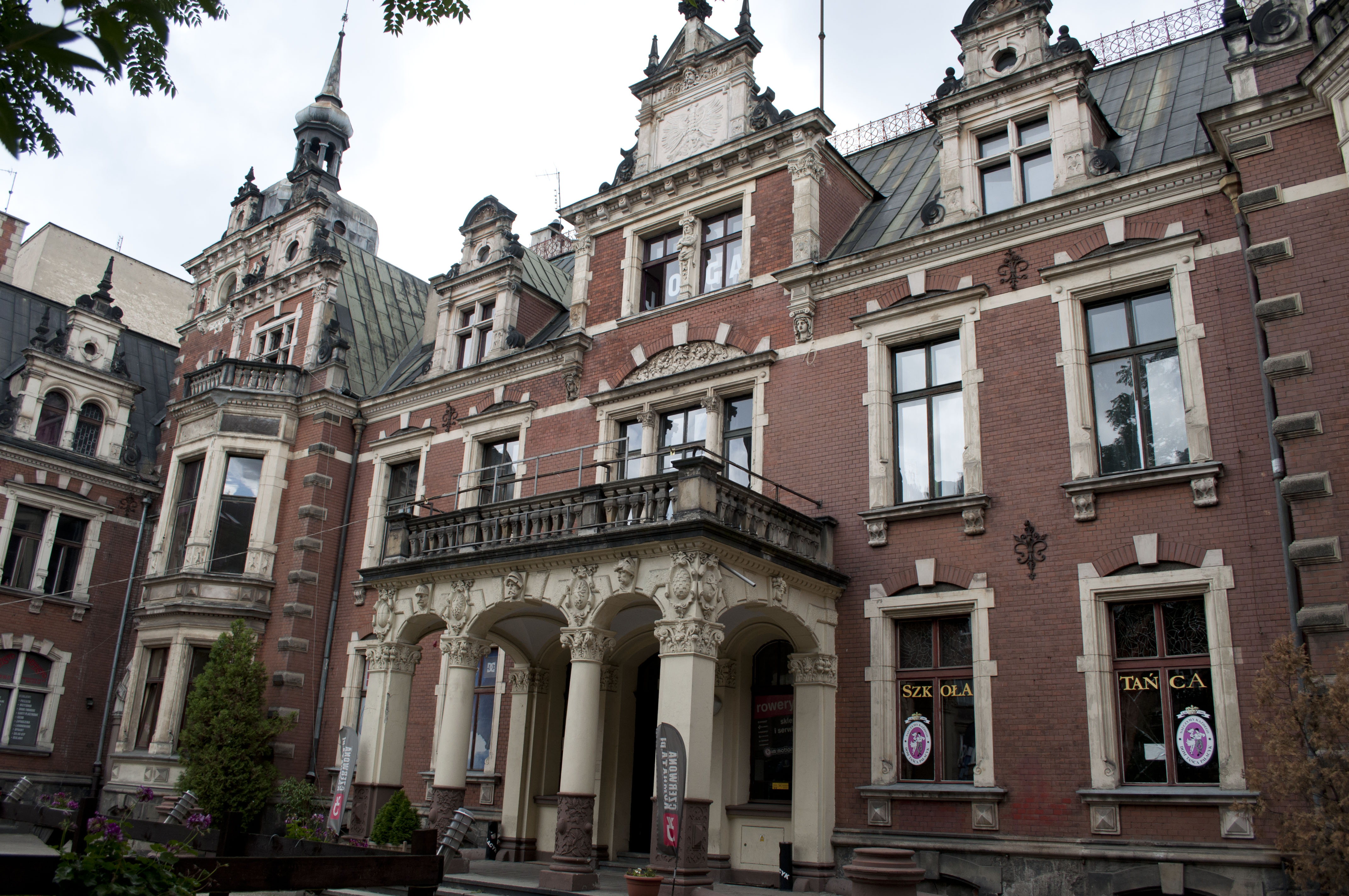
Portyk z polami z herbu Schaffgotsch
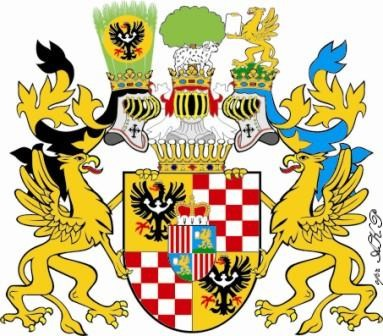
Herb Schaffgotschów